# European Project for Ice Coring in Antarctica

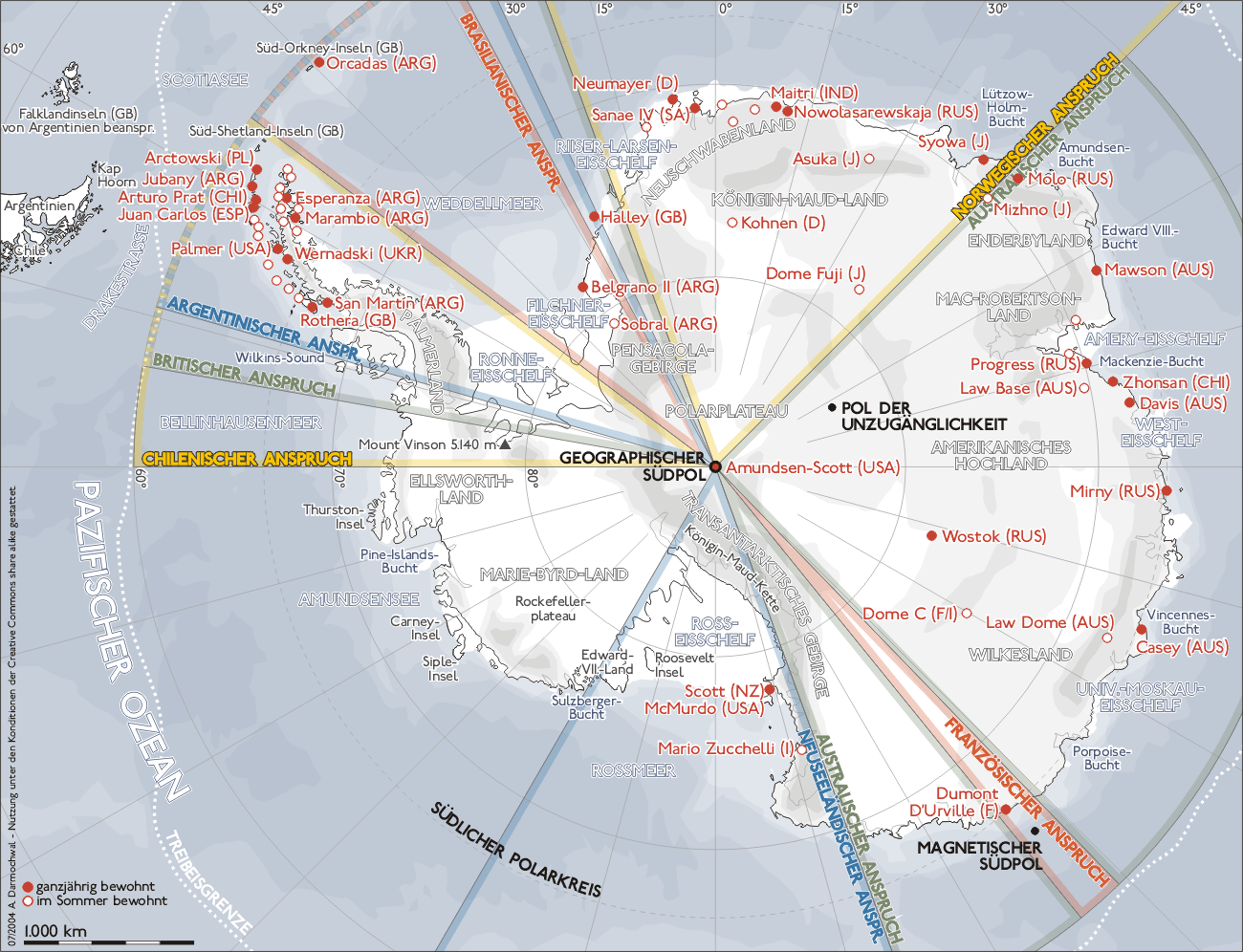
Basi scientifiche in Antartide

L'European Project for Ice Coring in Antarctica (in lingua italiana: Progetto Europeo per il carotaggio di ghiaccio nell'Antartide), conosciuto anche con l'acronimo EPICA, è un progetto europeo multinazionale di ricerca che ha come scopo la perforazione della calotta polare antartica, al fine di analizzare i cambiamenti climatici del passato fino a 800 mila anni fa.
Il suo obiettivo principale è quello di ottenere la documentazione statistica completa del clima e dell'atmosferico così come conservati nel ghiaccio antartico, da ottenersi tramite perforazione e analizzando due carote di ghiaccio e confrontando queste con altre estratte in Groenlandia (facenti parte dei progetti "Greenland ice core project" e "Greenland Ice Sheet Project"). La comparazione di questi dati fornisce informazioni sulla variabilità naturale del clima e i meccanismi dei rapidi cambiamenti climatici durante l'ultimo periodo glaciale.
Il programma EPICA della Fondazione europea per la scienza (1996-2005) ha previsto un coordinamento in capo al prof. Carlo Barbante delle attività di perforazione EPICA presso la base di ricerca Concordia e Stazione Kohnen Il progetto è finanziato da 10 nazioni, oltre che dalla Unione europea: Belgio, Danimarca, Francia, Germania, Regno Unito, Italia, Paesi Bassi, Norvegia, Svezia e Svizzera.
La perforazione in profondità è avvenuta in due siti in Antartide: presso il Dome C della Stazione Concordia e presso la Stazione Kohnen.
Il progetto ha ricevuto il premio Cartesio 2007 per la ricerca, conferito dall'Unione Europea.
Il progetto, a seguito dei successi scientifici ottenuti, è stato rifinanziato per la campagna 2021-2022 col nome Beyond Epica, che si prefigge di raggiungere i dati climatici risalenti ad un milione e mezzo di anni fa.

## Il Dome C presso la stazione Concordia

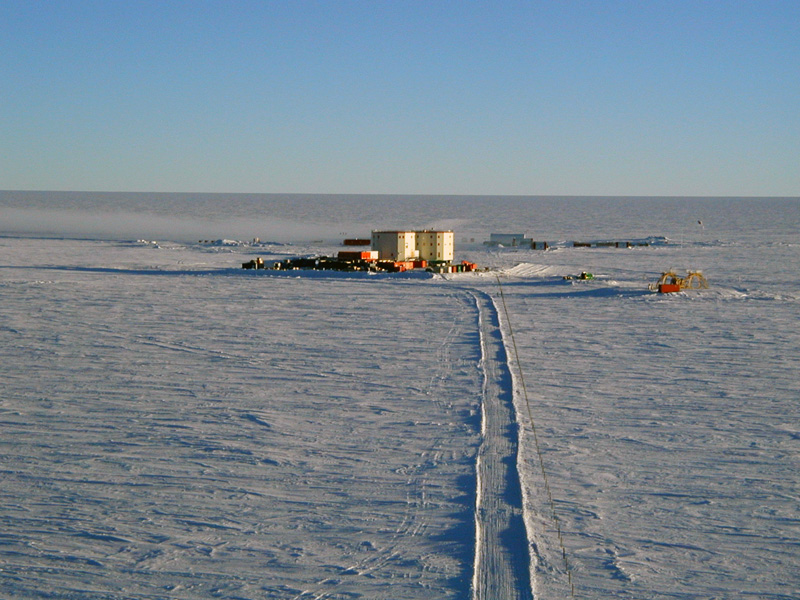
La base antartica Concordia

Evoluzioni della concentrazione di CO_{2} atmosferica e delle sue temperature, completate con dati di EPICA.

Questo sito (localizzato a 75°06′S 123°21′E, a 3.233 m sul livello del mare e 560 km dalla base Vostok) è stato scelto per raccogliere e studiare la più lunga serie indisturbata di cambiamenti ambientali, al fine di caratterizzare la variabilità del clima su diversi cicli glaciali, e di individuare eventuali forzature climatiche e il loro rapporto con gli eventi in altre regioni. Il nucleo risale 740 000 anni fa e rivela 8 cicli glaciali precedenti. La perforazione è stato completata in questo sito nel dicembre 2004, raggiungendo una profondità di -3.270,20 metri, a 5 metri sopra il substrato roccioso. L'attuale temperatura media annuale è di -54,5 °C e l'accumulo annuo di neve di 25 mm. Gli esiti delle ricerche sul nucleo sono state pubblicate sulla rivista scientifica Nature del 10 giugno 2004.

Le analisi di EPICA comparate con quelle di Vostok

L'immagine mostra i dati delta di deuterio (una proxy per la temperatura: i valori più negativi indicano temperature più basse) rilevate da EPICA e Vostok. La trama superiore, con asse X relativa alla età (anni prima del 1950), mostra chiaramente le informazioni aggiuntive di EPICA sul nucleo prima dell'inizio della registrazione di Vostok. La parte inferiore dell'immagine, tramato contro di profondità, mostra come le parti più profonde dei nuclei siano compresse: la prima di 100 000 anni del nucleo EPICA si trovano alla profondità di 100 m dal nucleo.
Precedentemente ai 400 000 anni fa, il carattere delle ere glaciali sono visti come qualcosa di differente: il calore interglaciale è nettamente inferiore alle quattro ere interglaciali più recenti, tuttavia i periodi interglaciali precedenti ai 400 000 anni hanno occupato una parte molto più grande di ogni ciclo seguente. L'era interglaciale di 400 000 anni fa, che si ritiene (dalle teorie sulla configurazione dei parametri orbitali della terra) essere un'era analoga approssimativamente a quella interglaciale attuale, è stata piuttosto lunga: 28 000 anni. Lo studio pubblicato su Nature sostiene che se questa analogia viene accettata, il clima attuale sarebbe destinato a continuare come l'attuale, in assenza di influenza umana (il che si afferma come improbabile, dato il previsto aumento delle concentrazioni di gas serra).
Da ulteriori analisi del nucleo si spera di estendere il dato un po' più lontano, forse fino alla inversione magnetica di Brunhes-Matuyama, occorsa approssimativamente circa 780 000 anni fa.
La scala temporale principale deriva dalla scala di profondità misurata da un modello che incorpora variazioni della superficie di accumulo di neve, diradamento del ghiaccio, flussi di calore basale, ecc. ed è empiricamente "legata" a 4 volte per partita al record isotopico marino.

## Stazione Kohnen, Dronning Maud Land

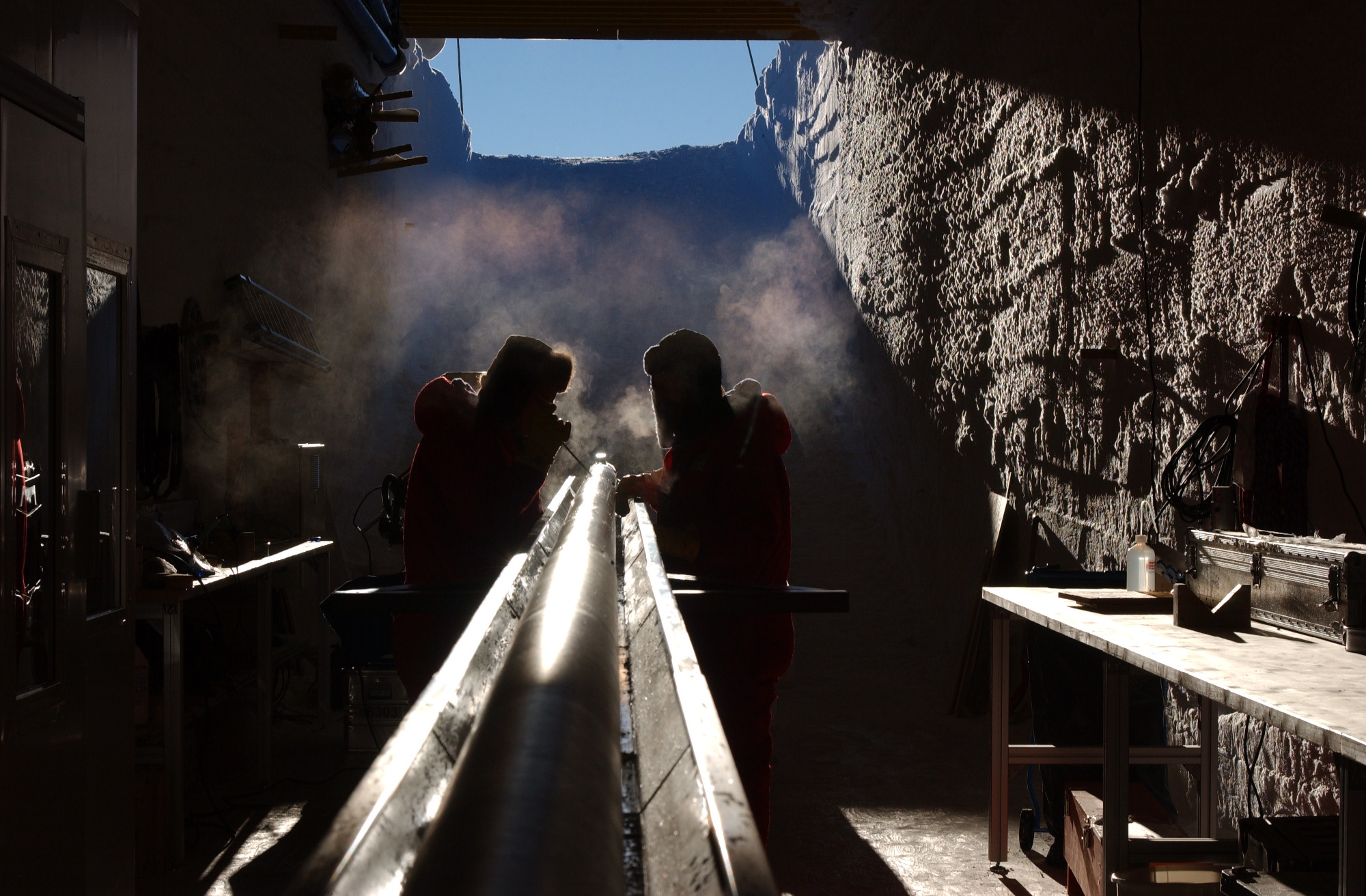
Attività di carotaggio nei pressi della stazione Kohnen.

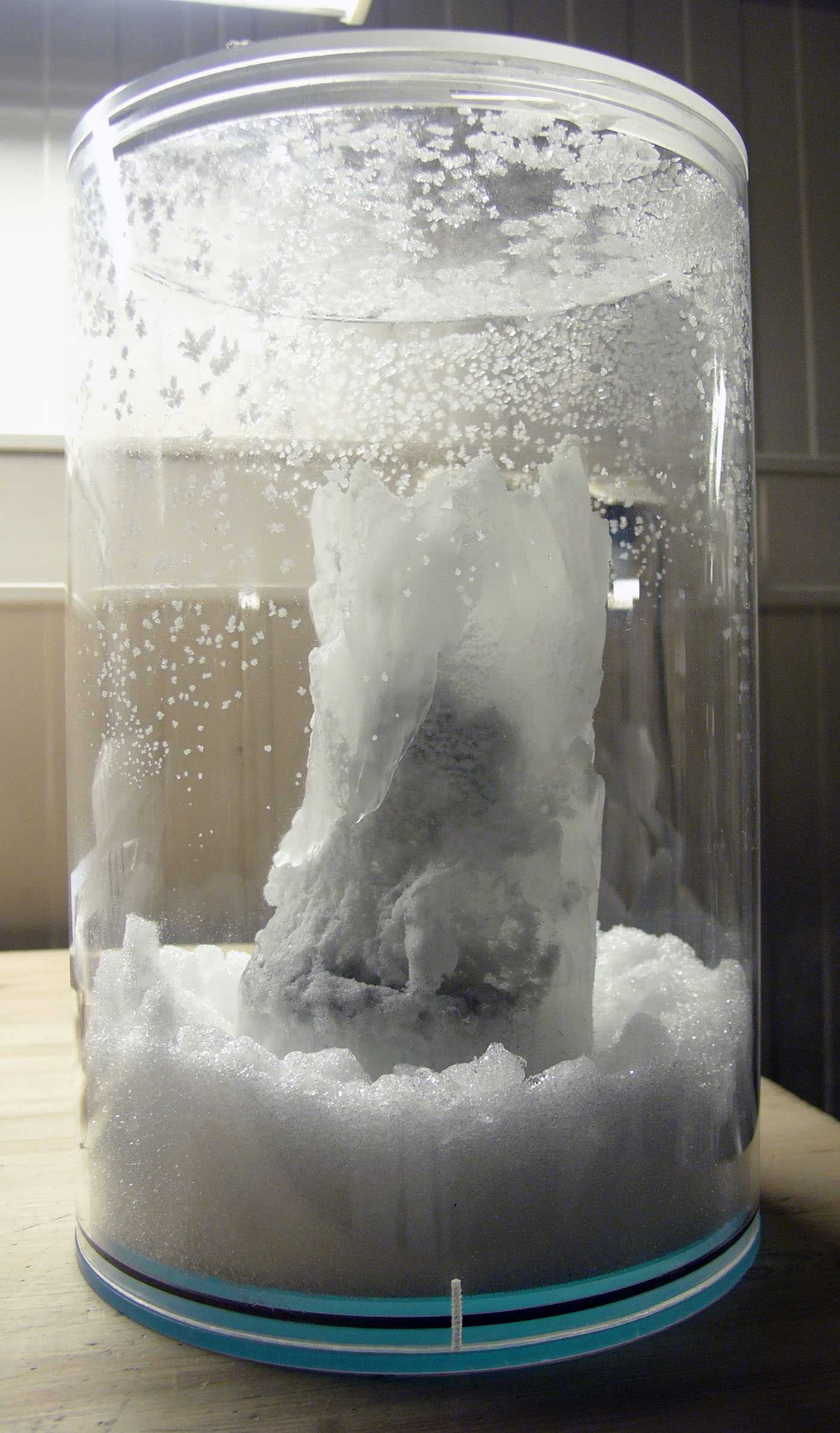
Carota di ghiaccio prelevata alla profondità di -2.775 metri: consiste di acqua fusa che si è formata alla base dello strato di ghiaccio; la carota fu estratta nel 2002-2004 presso l'area di Dronning Maud Land

La Stazione Kohnen si trova a 75°00′S 0°04′E, a 2.892 metri sul livello del mare. Grandi nevicate annuali e sensibilità alle condizioni sopra il Sud Atlantico consentono lo studio di eventuali legami tra cambiamenti nella circolazione dell'Oceano Atlantico e gli eventi climatici rapidi rilevati sulla Groenlandia.